# Hrvatska liga u odbojci na pijesku za muškarce 2023.
Hrvatska liga u odbojci na pijesku za muškarce za 2023. godinu, odnosno za sezonu 2022./23. 
 
Igrana je u ljeto 2023. godine na tri turnira. 
 
Igrane su: 
- 1. liga – 8 klubova; prvak "Siget iz Zagreba
- 2. liga – 3 kluba; prvak "Fažana"

## Prva liga
Sudionici
- KOP Čazma – Čazma
- OOK Fažana – Fažana
- KOP Opatija – Opatija
- KOP Siget – Zagreb
- MOK Umag – Umag
- KOP Vukovar – Vukovar
- KOP Zagreb – Zagreb
- KOP Žnjan  – Split

Ljestvica
| mj | klub    | ut | pob | ner | por | set+ | set- | poen+ | poen- | bod |
| -- | ------- | -- | --- | --- | --- | ---- | ---- | ----- | ----- | --- |
| 1. | Siget   | 14 | 11  | 3   | 0   | 53   | 7    | 1226  | 886   | 25  |
| 2. | Opatija | 14 | 9   | 5   | 0   | 47   | 14   | 1194  | 935   | 23  |
| 3. | Žnjan   | 14 | 7   | 5   | 2   | 40   | 22   | 1160  | 988   | 19  |
| 4. | Vukovar | 14 | 6   | 5   | 3   | 34   | 25   | 1087  | 1033  | 17  |
| 5. | Čazma   | 14 | 3   | 5   | 6   | 25   | 39   | 1043  | 1190  | 11  |
| 6. | Fažana  | 14 | 2   | 4   | 8   | 21   | 43   | 1078  | 1213  | 8   |
| 7. | Umag    | 14 | 2   | 3   | 9   | 20   | 46   | 1037  | 1249  | 7   |
| 8. | Zagreb  | 14 | 0   | 2   | 12  | 9    | 53   | 913   | 1244  | 2   |

 Izvori: 

 natjecanja.hos-cvf.eu 

Turniri
- 1. turnir: Pula, 16.18. lipnja 2023.
- 2. turnir: Zagreb, 7.-9. srpnja 2023.
- 3. turnir: Čakovec, 4.-6. kolovoza 2023.

## Vanjske poveznice
- hos-cvf.hr, Odbojka na pijesku
- natjecanja.hos-cvf.eu, Arhiva
- sport-danas.com, Odbojka na pijesku
- kop-cakovec.hr  Arhivirana inačica izvorne stranice od 10. studenoga 2024. (Wayback Machine)